# 土浦市立土浦第一中学校
土浦市立土浦第一中学校（つちうらしりつ つちうらだいいちちゅうがっこう）は、茨城県土浦市文京町にある市立中学校。略称は「土浦一中」・「一中」。

## 概要
- 生徒数は約380人。
- 毎年10月に体育祭が行われる。
- 最寄のバス停は「土浦一中前」。
- 毎年12月に生徒会選挙が行われる。（生徒会長1人、副会長2人、役員7人）、旗手は3人。
- プールは、近くにある。

## 沿革
- 1947年（昭和22年）5月10日 - 土浦市立土浦中学校として創立。
- 1951年（昭和26年）1月12日 - 校歌が制定。
- 1952年（昭和27年）9月1日 - 校名を土浦第一中学校と改称。
- 1976年（昭和51年）10月 - 校舎改築工事着工。
- 1977年（昭和52年）3月 - 第1期工事が完了。
- 1978年（昭和53年）3月 - 第2期工事が完了。
- 1979年（昭和54年）5月 - 第3期工事が完了。
- 1990年（平成2年）5月 - 体育館改築。

## 部活動
| - 野球部 - サッカー部 - ソフトテニス部（男・女） - バスケットボール部（男・女） - バレーボール部（女） | - 陸上部 - 水泳部 - 卓球部 - 剣道部 - 柔道部 | - 弓道部 - 新体操部 - 吹奏楽部 - 美術部 - 科学部 |

## 郁文館の正門

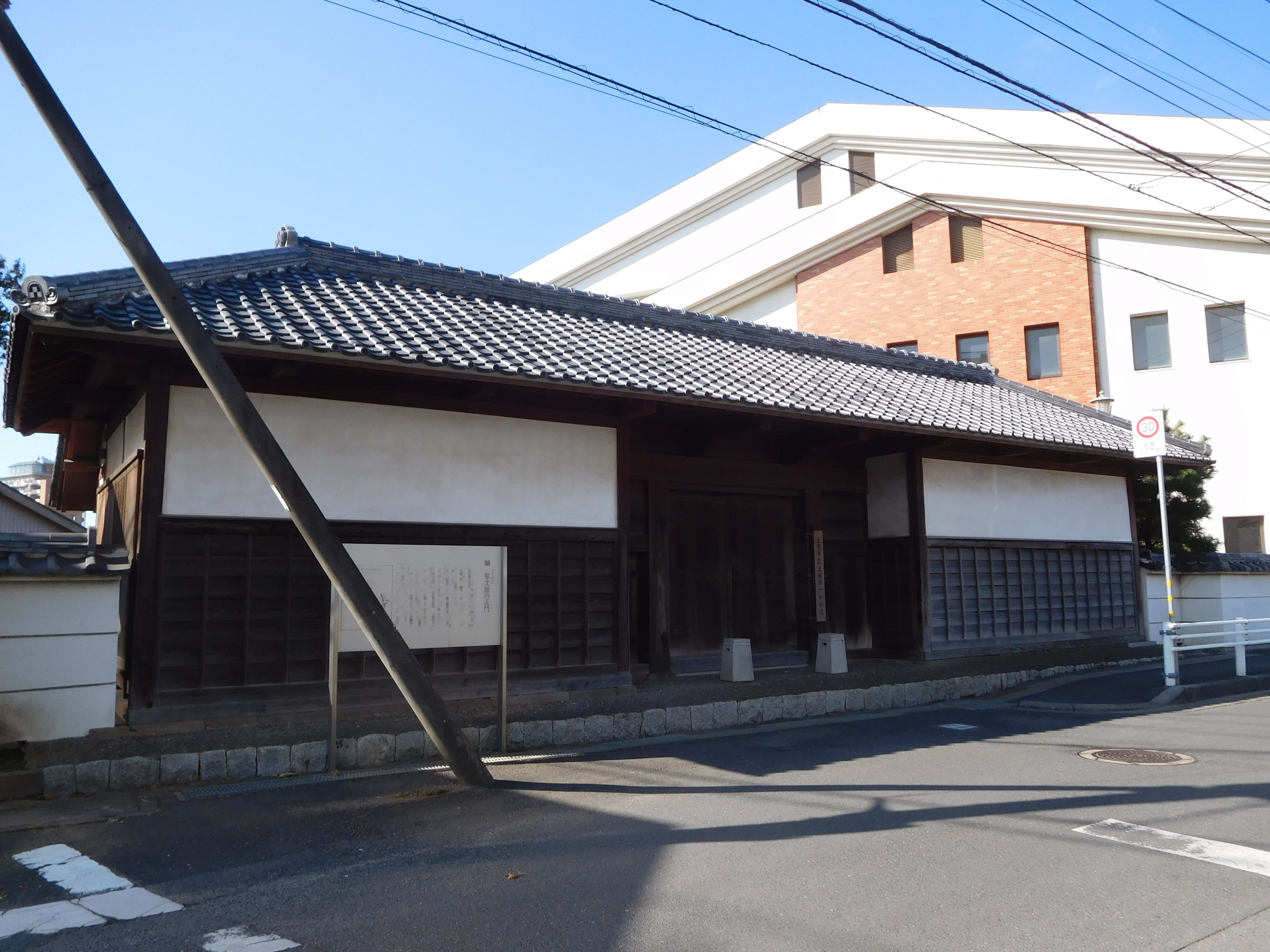
郁文館の正門

土浦第一中学校の校地は土浦藩の藩校・郁文館の跡地であり、校地内に郁文館の正門が残っている。この正門は郁文館を構成する建築物の中で唯一現存する者であり、1971年（昭和46年）7月13日に土浦市指定文化財となった。1987年（昭和62年）、隣接する道路拡張工事に伴って解体修理がほどこされ、ベンガラの成分が検出されたことから、色も復元された。

## 著名な出身者
- 髙安晃 - 力士
- 栗山千明 - 女優
- 高野史緒 - 作家(第58回江戸川乱歩賞受賞)
- 安藤真理子 - 土浦市長

## 周辺
- 土浦市立土浦幼稚園（旧いくぶん幼稚園敷地）
- 土浦市生涯学習館（旧土浦市立図書館）
- 土浦市立武道館
- 茨城県立土浦第二高等学校